# Tadeusz Szewczyk

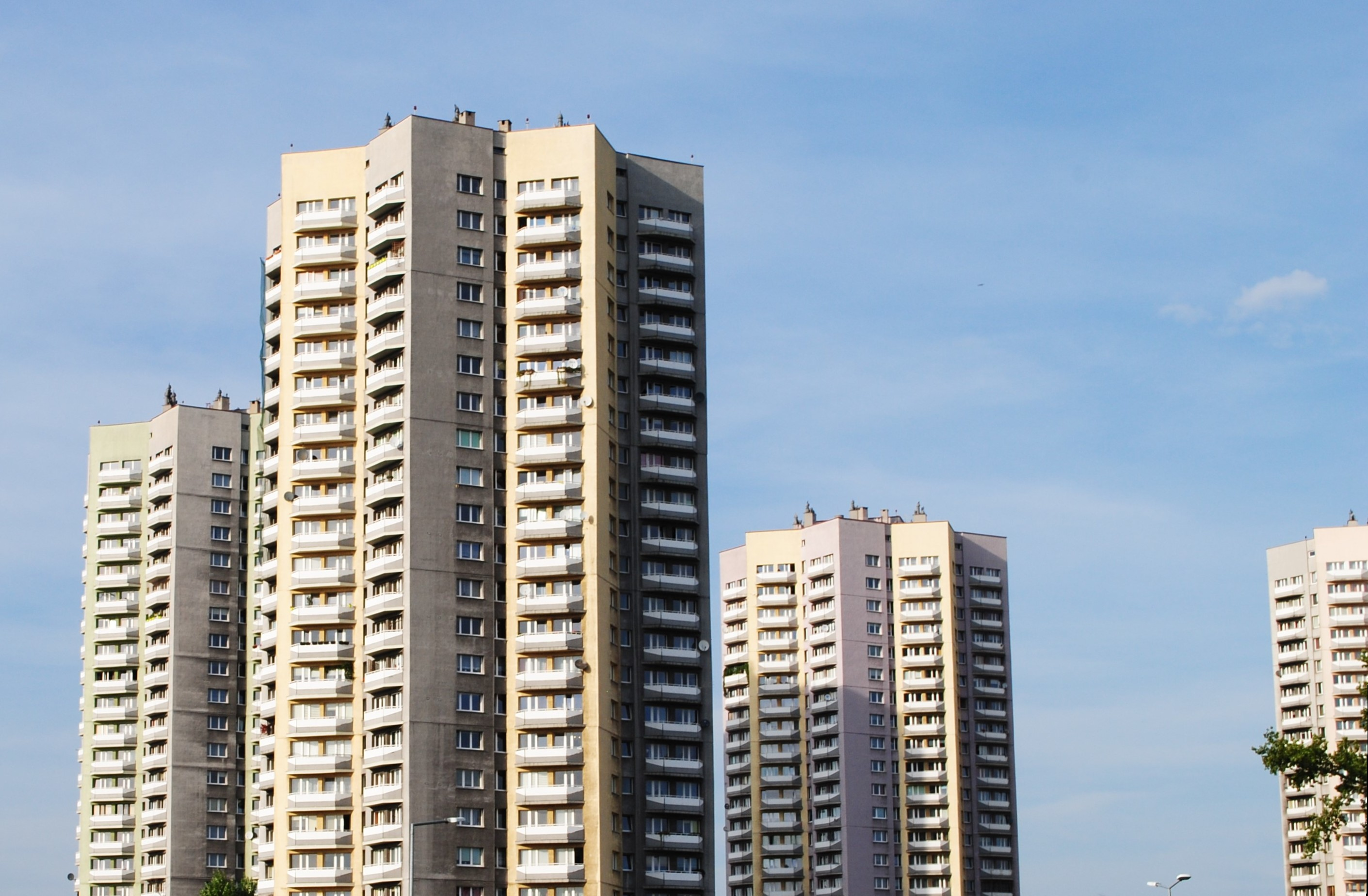
Osiedle Walentego Roździeńskiego w Katowicach przy alei Roździeńskiego zaprojektowany przez Tadeusza Szewczyka

Tadeusz Szewczyk (ur. 16 października 1921, zm. 14 maja 1986 w Katowicach) – polski architekt, przedstawiciel modernizmu, członek i rzeczoznawca Stowarzyszenia Architektów Polskich.

## Życiorys
Absolwent Wydziału Architektury Akademii Górniczo-Hutniczej w Krakowie (1951). W latach 1955–1959 był skarbnikiem, a w latach 1965–1967 był członkiem Zarządu Okręgowego Stowarzyszenia Architektów Polskich. Został pochowany na Cmentarzu Bonifratrów w Katowicach.

## Główne dzieła[1]
- Osiedle Tysiąclecia w Katowicach (1958-1979) we współpracy z Henrykiem Buszko, Aleksandrem Frantą, Marianem Dziewońskim.
- Dom Leczniczo-Rehabilitacyjny „Daniel” przy ul. Sanatoryjnej 32a w Ustroniu (1966-1978) we współpracy z Henrykiem Buszko, Aleksandrem Frantą, Nasą Łazowskim.
- Sanatorium i Szpital Uzdrowiskowy „Równica”[2] przy ul. Sanatoryjnej 5 w Ustroniu (1966–1988) we współpracy z Henrykiem Buszko, Aleksandrem Frantą, Danutą Korczyk.
- Osiedle Walentego Roździeńskiego w Katowicach (1970-1978) we współpracy z Henrykiem Buszko i Aleksandrem Frantą.
- Dom Wczasowo-Leczniczy Związku Zawodowego Pracowników Handlu i Spółdzielczości (Sanatorium Uzdrowiskowe „Róża”) w Ustroniu (1966-1973) we współpracy z Henrykiem Buszko, Aleksandrem Frantą i Nasą Łazowskim.
- Sanatorium Uzdrowiskowe „Malwa” Sp. z o.o. przy Szpitalnej w Ustroniu (1977).

## Odznaczenia
- Srebrna odznaka Stowarzyszenia Architektów Polskich.
- Medal Stowarzyszenia Architektów Polskich „Za osiągnięcia w dziedzinie architektury” w 1972.